# Denisovita
La denisovita és un mineral de la classe dels silicats. Rep el nom en honor d'Alexander Petrovich Denisov (Александра Петровича Денисова) (6 de juny de 1918 - 31 de gener de 1972), geòleg de l'Institut Geològic, de la branca de Kola, de l'Acadèmia russa de les Ciències. Va ser un expert en l'ús dels raigs X per estudiar minerals.

## Característiques
La denisovita és un silicat de fórmula química Ca₂(K,Na)Si₃O₈(F,OH)₂. Va ser aprovada com a espècie vàlida per l'Associació Mineralògica Internacional l'any 1982, i la primera publicació data del 1984. Cristal·litza en el sistema monoclínic. La seva duresa a l'escala de Mohs es troba entre 4 i 5.
Segons la classificació de Nickel-Strunz, la denisovita pertany a «09.HA - Silicats sense classificar, amb alcalins i elements terra-alcalins» juntament amb els següents minerals: ertixiïta, kenyaïta, wawayandaïta, magbasita, afanasyevaïta, igumnovita, rudenkoïta, foshallasita, nagelschmidtita, caryocroïta, juanita, tacharanita, oyelita i tiettaïta.

## Formació i jaciments
Va ser descrita a partir d'exemplars recollits en dues muntanyes del massís de Khibini (óblast de Múrmansk, Rússia): Eveslogtxorr i Iukspor. També ha estat descrita al massís de Murunskii, al camp d'Aldan (Sakhà, Rússia). Aquests tres indrets són els únics de tot el planeta on ha estat descrita aquesta espècie mineral.